# 刘晨晖
刘晨晖（1935年—），男，湖南醴陵人，中国自动控制学专家，曾任武汉水利电力大学教授、博士生导师。